# Iburi (provincie)

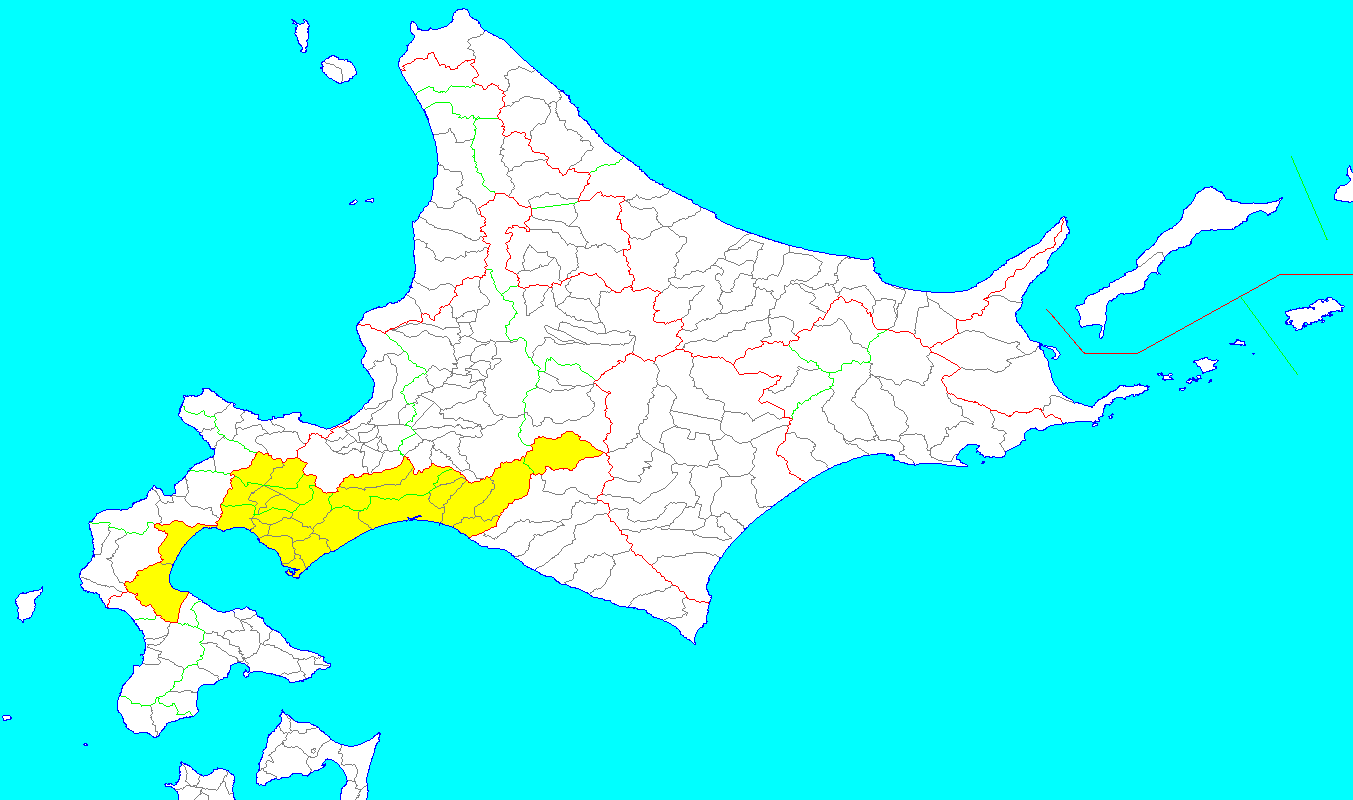
Locatie van Iburi

Iburi (胆振国, -no kuni) is een voormalige provincie van Japan, gelegen in de huidige prefectuur Hokkaido. De provincie heeft slechts kort bestaan, van 1869 tot 1882.

## Geschiedenis
- 15 augustus 1869 - De provincie Iburi wordt opgericht met 8 districten
- 1872 - Een census schat de bevolking op 6.251
- 1882 - De provincie wordt opgenomen in de prefectuur Hokkaido.

## Districten
- Yamakoshi (山越郡)
- Abuta (虻田郡)
- Usu (有珠郡)
- Muroran (室蘭郡)
- Yoribetsu (幌別郡)
- Shiraoi (白老郡)
- Yūfutsu (勇払郡)
- Chitose (千歳郡)

Aki · Awa (Kanto) · Awa (Shikoku) · Awaji · Bingo · Bitchu · Bizen · Bungo · Buzen · Chikugo · Chikuzen · Chishima · Dewa · Echigo · Echizen · Etchu · Fusa · Harima · Hi · Hida · Hidaka · Higo · Hitachi · Hizen · Hoki · Hyuga · Iburi · Iga · Iki · Inaba · Ise · Ishikari · Iwaki (718) · Iwaki (1868) · Iwami · Iwase · Iwashiro · Iyo · Izu · Izumi · Izumo · Kaga · Kai · Kawachi · Kazusa · Keno · Kibi · Kii · Kitami · Koshi · Kozuke · Kushiro · Mikawa · Mimasaka · Mino · Musashi · Mutsu · Nagato · Nemuro · Noto · Oki · Omi · Oshima · Osumi · Owari · Rikuchu · Rikuzen · Riukiu · Sado · Sagami · Sanuki · Satsuma · Settsu · Shima · Shimōsa · Shimotsuke · Shinano · Shiribeshi · Suo · Suruga · Suwa · Tajima · Tamba · Tane · Tango · Teshio · Tokachi · Tosa · Totomi · Toyo · Tsukushi · Tsushima · Ugo · Uzen · Wakasa · Yamashiro · Yamato · Yoshino